# Griebo
Griebo è una frazione (Ortschaft) della città tedesca di Wittenberg.

## Amministrazione
La frazione è amministrata da un "consiglio locale" (Ortschaftsrat).